# 1979년 팬아메리칸 게임
1979년 팬아메리칸 게임은 1979년 7월 1일부터 7월 15일까지 푸에르토리코의 산후안에서 열린 8번째 팬아메리칸 게임이다.

## 참가국
- 아르헨티나
- 바하마
- 바베이도스
- 벨리즈
- 버뮤다
- 볼리비아
- 브라질
- 캐나다
- 케이맨 제도
- 칠레
- 콜롬비아
- 코스타리카
- 쿠바
- 도미니카 공화국
- 에콰도르
- 엘살바도르
- 과테말라
- 가이아나
- 아이티
- 온두라스
- 자메이카
- 멕시코
- 네덜란드령 안틸레스
- 니카라과
- 파나마
- 파라과이
- 페루
- 푸에르토리코 (개최국)
- 수리남
- 트리니다드 토바고
- 우루과이
- 미국
- 베네수엘라
- 미국령 버진아일랜드

## 개최 종목
- 농구
- 다이빙
- 레슬링
- 롤러 스케이팅
- 배구
- 복싱
- 사격
- 사이클
- 수영
- 소프트볼
- 싱크로나이즈드 스위밍
- 승마
- 야구
- 양궁
- 역도
- 유도
- 육상
- 요트
- 조정
- 축구
- 탁구
- 테니스
- 펜싱
- 필드 하키

## 메달 집계
| 순위 | 국가                | 금메달 | 은메달 | 동메달 | 합계 |
| ---- | ------------------- | ------ | ------ | ------ | ---- |
| 1    | 미국                | 126    | 95     | 45     | 266  |
| 2    | 쿠바                | 64     | 47     | 34     | 145  |
| 3    | 캐나다              | 24     | 43     | 71     | 138  |
| 4    | 아르헨티나          | 12     | 7      | 17     | 36   |
| 5    | 브라질              | 9      | 13     | 17     | 39   |
| 6    | 멕시코              | 3      | 6      | 29     | 38   |
| 7    | 푸에르토리코        | 2      | 9      | 10     | 21   |
| 8    | 칠레                | 1      | 4      | 6      | 11   |
| 9    | 베네수엘라          | 1      | 4      | 4      | 9    |
| 10   | 도미니카 공화국     | 0      | 5      | 10     | 15   |
| 11   | 자메이카            | 0      | 4      | 1      | 5    |
| 12   | 파나마              | 0      | 2      | 2      | 4    |
| 13   | 가이아나            | 0      | 2      | 1      | 3    |
| 14   | 콜롬비아            | 0      | 1      | 8      | 9    |
| 15   | 페루                | 0      | 1      | 2      | 3    |
| 16   | 바하마              | 0      | 1      | 0      | 1    |
| 17   | 에콰도르            | 0      | 0      | 2      | 2    |
| 18   | 네덜란드령 안틸레스 | 0      | 0      | 1      | 1    |
| 18   | 벨리즈              | 0      | 0      | 1      | 1    |
| 18   | 엘살바도르          | 0      | 0      | 1      | 1    |
| 18   | 미국령 버진아일랜드 | 0      | 0      | 1      | 1    |
| 합계 | 합계                | 242    | 244    | 263    | 749  |